# Эврабюйская кирха
Эврабюйская кирха (швед. Övraby kyrka) — лютеранский храм в Эврабю, в коммуне Тумелилла в лене Сконе. Является храмом церковного прихода Смедсторп епархии Лунда Шведской Церкви. Храм основан в XII веке.
Церковь в романском стиле в Эврабю была построена в конце XII века. Первоначально храм состоял из нефа и алтаря с апсидой. В XV веке церковь была расширена. В этом столетии на западе храма возвели колокольню, построили северное церковное крыльцо, а ранний потолок заменили сводами.
В конце XIX века церковь перестала вмещать прихожан. В 1903 году приход рассматривал предложение по строительству нового храма, однако собрание приняло другое предложение, архитектора Теодора Волина, о капитальной реконструкции церковного здания. Ремонтные работы были проведены в 1908—1909 годах. Старые скамьи, амвон и алтарный образ на алтаре XVII века заменили на новые. Прежний алтарный образ поместили над входом в ризницу, которую перенесли на север перед алтарём. Средневековую купель для крещения оформили в стиле модерн. Сохранили кафедру конца XVII века. Дверь в передней части апсиды замуровали, оставив освинцованное окошко. Двери северного церковного крыльца замуровали. Устроили новый вход в храм со стороны колокольни на западе. На месте двери церковного крыльца и двух больших окон установили три малых окна. Последующие ремонты в церкви проводились в 1967, 1993 и 1995 годах.
Во время реконструкции в 1908 году в храме обнаружили фрески датируемые периодом до 1150-х годов. Предположительно, роспись является самой старой церковной настенной живописью в Швеции. На фреске в апсиде изображён Христос во славе, сидящий на радуге, с поднятой для благословения рукой; на запястье у него медный браслет. Христа окружают изображения ангелов и символов четырёх евангелистов. Ниже изображён ряд святых. Фрески содержат скульптурные элементы в виде лепнины и детали, усиленные медью.
В 1960-х годах в храме установили орган, который перенесли из кирхи в Мальмё. На колокольне висит колокол середины XVIII века. Другой колокол перенесли из разрушенной кирхи в Недрабю в 1881 году; в 1908 году он был переделан.